# Pessonella marginata
Pessonella marginata – gatunek ameby należący do rodziny  Vannellidae z supergrupy Amoebozoa według klasyfikacji Cavaliera-Smitha.
Forma pełzająca jest kształtu wachlarzowatego lub półkolistego. Hialoplazma zajmuje około połowę lub więcej całkowitej długości pełzaka, może też tworzyć wąski półksiężyc. Osobnik dorosły osiąga długość 35 μm, szerokość 45 μm. Posiada pojedyncze jądro o średnicy około 4 – 8 μm.
Forma swobodnie pływająca posiada kilka krótkich, grubych, nieregularnych pseudopodiów.
Gatunek został wyizolowany z kompostu we Francji.